# Rue Marbeau
Pour les articles homonymes, voir Marbeau.
La rue Marbeau est une voie du 16e arrondissement de Paris, en France.

## Situation et accès
La rue Marbeau est une voie publique située dans le nord-ouest du 16e arrondissement de Paris. Elle débute au 54, rue Pergolèse et se termine au 38, boulevard Marbeau et boulevard de l'Amiral-Bruix (un des boulevards des Maréchaux, entre la porte Dauphine et la porte Maillot), face à l'angle sud du square Alexandre-et-René-Parodi.
La rue suit un axe nord-ouest/sud-est. Bien que dénommée « rue », elle est plus longue et plus large que le boulevard Marbeau (203 mètres de long et 12 mètres de large contre 96 mètres et 6 mètres).

## Origine du nom
Elle porte le nom de la famille anciennement propriétaire des terrains allant du Trocadéro à la place Dauphine.

## Historique
La création de la villa Dupont résulte de l’acquisition en 1851 par M. Marbeau d’un terrain vendu par adjudication, élément  de l’ancienne  propriété de Casimir Périer, au sud de la porte Maillot entre la rue du Petit-Parc, actuelle rue Pergolèse et la route militaire des fortifications, actuel boulevard de l'Amiral-Bruix, jusqu’à l’emplacement de l’actuelle avenue Foch. 
Ce terrain faisait partie de l'ancienne faisanderie également dénommé "Petit-Parc"  qui s'étendait en longueur au nord du parc principal  du château de la Muette, "Grand Parc",  à l'emplacement actuel de l'OCDE jusqu'à l'avenue de la Grande-Armée formant la limite des anciennes communes de Neuilly et de Passy. Le terrain de cette dépendance du château fut vendu comme bien national en 1796 au comte de Saint-Simon puis cédée à Casimir Périer futur ministre de Louis-Philippe. Un échange de parcelles fut ensuite opéré avec  Paul Dupont propriétaire du terrain voisin.
La voie est classée dans la voirie parisienne par un arrêté du 7 septembre 1959.

## Bâtiments remarquables et lieux de mémoire

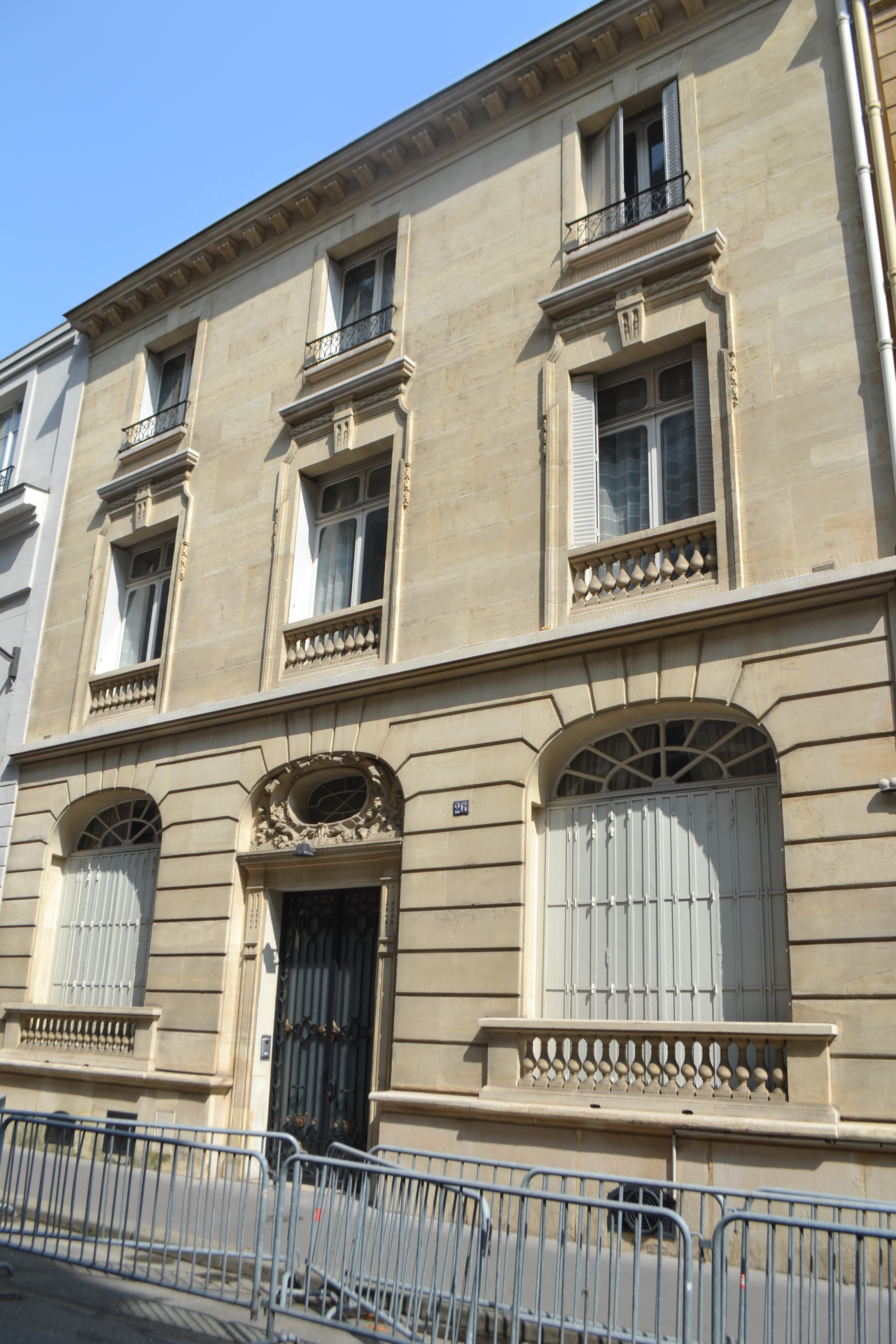
No 26 : dernière demeure de Raymond Poincaré (1860-1934).

- No 3 : emplacement de l'hôtel Péneau (1907), aujourd'hui détruit.
- No 15 : Claude de Cambronne (1905-1993), y est né[4]
- No 17: domicile de Georges Batault, qui cacha en mai 1944 Jean Paulhan dénoncé comme juif par la femme de Marcel Jouhandeau[5].
- No 20 : ambassade des Comores en France.
- No 24 : de 1973 à 1990, à ce numéro, se trouvait l'ambassade de la République démocratique allemande, devenue depuis la réunification allemande un des locaux de l'ambassade de la République fédérale d'Allemagne, qui possède également les nos 26 et 28.
- No 26 : ancien hôtel particulier de Raymond Poincaré[6], qui y mourut le 15 octobre 1934[7].